# 維羅納 (伊利諾伊州)
維羅納（英語：Verona）是位於美國伊利諾伊州格蘭迪縣的一個村落。

## 地理
維羅納的座標為41°12′56″N 88°30′09″W / 41.21556°N 88.50250°W，而該地最高點為海拔高度191米（即627英尺）。

## 人口
根據2010年美國人口普查的數據，維羅納的面積為0.42平方千米，當中陸地面積為0.42平方千米，而水域面積為0.00平方千米。當地共有人口215人，而人口密度為每平方千米511人。